# マラオクソン
マラオクソン（Malaoxon）はC10H19O7PSの組成をもつ化合物であり、特にチオフォスフェート化合物と呼ばれている。マラオクソンはマラチオンの分解物であり、より毒性が強くなっている。

## 空気や水との反応
この化合物は、空気に長期にさらされると影響を受けやすくなる(NTP, 1992)。水にはほとんど溶けない。

## 火災の危険性
この化合物は、可燃性であると考えられる。

## 健康への影響
このタイプの化合物に曝露した症状は、コリンエステラーゼ阻害、縮瞳、前額部頭痛、気管支分泌物の増加、吐き気、嘔吐、発汗、腹部の痙攣、下痢、催涙、唾液の増加、徐脈、チアノーゼ、眼瞼、舌、顔面及び首の痙攣の症状を起こし、鼻水の増加も多分おこす。
その他にも結膜の充血、視界のかすみ、鼻水、気管支収縮、せき、攣縮、食欲不振、失禁、目の変化、衰弱、呼吸困難、気管支痙攣、呼吸停止による低血圧又は高血圧、落ち着きのなさ、不安症、めまい、眠気、震え、運動失調、抑うつ、精神錯乱、神経障害（まれ）、昏睡、循環器系]又は呼吸器の機能低下による死の症状を引き起こす。
このタイプの物質への曝露は、目のくらみ、緊張感、視覚のぼけ、胸部の（締め付けられるような）不快感、浮腫、筋肉の脱力、反射の喪失、括約筋コントロールの喪失、心臓不整脈、様々な程度の心臓ブロック及び心不全などを引き起こす。遠近調節痙攣、目の周囲のうずく痛み、眼震、遅発性の遠近軸索変性症、知覚異常、手足の麻痺、なども起こす。血圧低下も引き起こすことがある。呼吸不全を起こすこともある。

## 急性・慢性有害性
この化合物は摂取により有害性を発現する。これはコリンエステラーゼ阻害剤である。熱して分解すると、硫黄酸化物や酸化リンの有害なヒュームを発する(NTP, 1992)。

## 反応性の概要
この物質は、チオ有機フォスフェートであり、エステルである。有機フォスフェートは、往々にして高い有害性を形成しやすく、例えば水素化物などの強い還元性物質の存在で可燃性のホスフィンガスを発することが多い。酸化性物質による部分的酸化は、有害な酸化リンを発生させることが多い。エステルは、アルコール中や酸溶液中で酸と反応して発熱する。強力な酸化性物質は、反応物を発火させるに十分な熱を発する様々な反応を行う。溶媒とエステルが反応しても熱が発生する。アルカリ金属や水素化物とエステルとの混合は可燃性の水素を発生させる。